# Bonestarre
Bonestarre és un poble al Vallat d'Estaon. Des de l'any 1972 pertany al terme municipal de Vall Cardós, situat a la comarca del Pallars Sobirà.
Està situat a 1.078,4 metres d'altitud, a prop i al sud-est d'Anàs, de la parròquia del qual depenia, al sud-sud-est d'Estaon i al nord-nord-oest de Surri i de Ribera de Cardós. És troba enlairat a l'esquerra del riu d'Estaon, just al damunt i al nord-est d'on el Riu d'Anàs s'uneix al d'Estaon.
La família pallaresa Amill es originària de Bonestarre i dona nom a molts indrets dels entorns, com la mola d'Amill, la serradora d'Amill o la capella de la Mare del Deu del Roser de casa Amill
Bonestarre disposa de l'església de Santa Maria, la capella de la Mare de Déu del Roser de Casa Amill, i les esglésies romàniques de Sant Feliu ubicada al sud i de Santa Maria de la Llata, ubicada al nord, que avui estan en ruïnes i que depenien eclesiàsticament de la sufragània de Sant Romà d'Anàs.

## Etimologia
Segons Joan Coromines, Bonestarre és un més dels molts topònims d'influència iberobasca existents en el Pallars i en tot el Pirineu. En aquest cas hi ha també en joc una arrel llatina, compost de les arrels de ben (bé) i estar (mateix significat), basquitzat en -arre com altres topònims de la zona: Escalarre, Ginestarre, etcètera. Benestar seria, així doncs, la interpretació del nom d'aquest poble.

## Geografia

### Les cases del poble[3]
| - Casa Amill - Casa Baltasar - Casa Castellar | - Casa Gavatxet - Casa Micàs | - Casa Mostatxo - Casa Poblador | - Casa Quim - La Rectoria | - Casa Santet - Casa Xicot |

### Topònims
Llista de topònims de Bonestarre
| - Pui de Bellero - Les Feixes de Pui Bellero - El Coscolledo - L'Alsinar - El Camp de Joanet | - El Camp de Pubill - Puialtos - Les Vinyes - Les Feixes - La Trilla | - La Ginebreda - La Serra - Milleres - La Plana de Santet - Les Lleres | - El Camp de les Fonades - La Terra Noguers - La Terra Felip - El Camp dels Tarters - Les Rives | - Les Collades - Els Cortalons - El Camp de Castellar - Roc de Farradal - La Font de Farradal |

### Entorn
- Bordes. Com passa en la resta dels pobles del l'Alt Pirineu, l'escassetat de sòl conreable en els fons de les valls, on estaven ubicats els nuclis d'habitatge permanent, obligava a buscar pastures en llocs més alts, on es construïen bordes, per al bestiar, acompanyats d'una petita construcció per al pastor anomenada cabana de pastor. En el cas de Bonestarre s'ubicaven en el conjunt de bordes anomenades Perafita, ubicades al voltant del riu d'Estaon, igual que les de Nibros i Clavillats. La zona de pasturatge per al bestiar era la serra d'Estovarres i la Serra de Campirme, on s'hi troba ubicat l'estany de Soliguera (2.213 m) i l'estany Gran de Campirme (2.339 m).

- Parc Natural de l'Alt Pirineu. Des de l'any 2003, el terme de Bonestarre configura part del Parc Natural de l'Alt Pirineu, que juntament amb el Parc Natural Regional de Pyrénées Ariégeoises, el Parc Natural Comunal de Comapedrosa i el Parc Natural de la Vall Sorteny, formen el Parc Pirinenec de les Tres Nacions Arxivat 2019-12-27 a Wayback Machine., amb més de 428.700 hectàrees protegides format per 158 municipis, 15 de catalans, dos d'andorrans i 141 de francesos. Aquesta zona de protecció natural coincideix amb la zona d'habitat natural de l'os bru del Pirineu.

## Història

### Edat moderna
En el fogatge del 1553, Anas y Bonestarre, conjuntament, declaren 1 foc eclesiàstic i 9 de laics, uns 75 habitants.

### Edat contemporània
Pascual Madoz dedica un article del seu Diccionario geográfico... a Bonastarre. S'hi pot llegir que és una localitat amb ajuntament situada en un pla inclinat envoltat d'altes muntanyes; la combaten principalment els vents del nord i del sud, i té un clima fred, però bastant saludable. Tenia en aquell moment 8 cases i l'església parroquial de Nostra Senyora del Roser, annexa de la parroquial d'Anàs. El territori és en part pla, però amb molta muntanya, escabrós i de mala qualitat. S'hi produïa blat, sègol, patates, poca fruita i hortalisses, a més de pastures de tota mena i molta herba. S'hi criava tota mena de bestiar. Comptava amb 9 veïns (caps de casa) i 50 ànimes (habitants).

## Fills il·lustres de Bonestarre

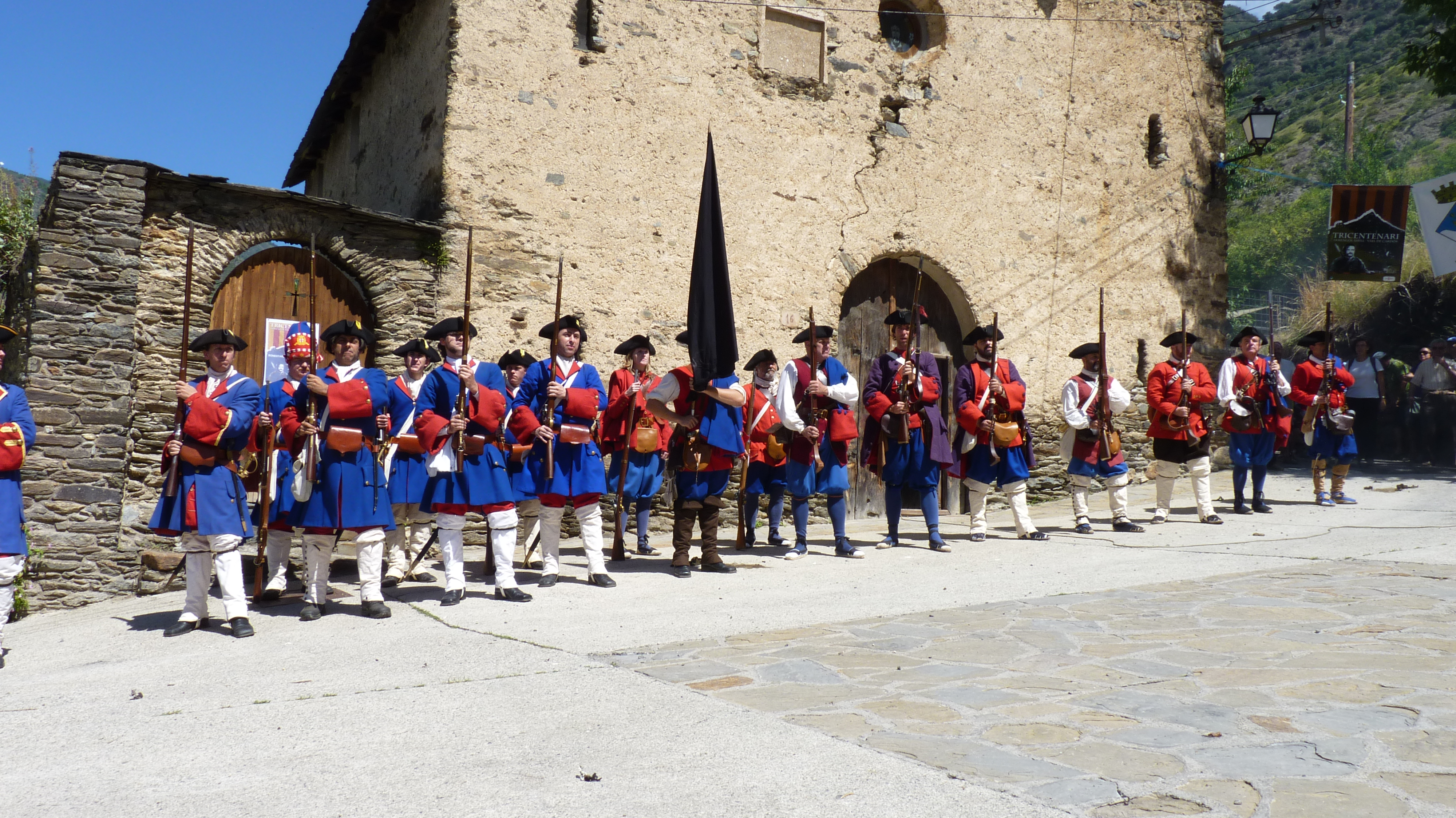
Regiment de Fusellers de Muntanya recreats pels Miquelets de Catalunya a Bonestarre

Entre els fills de Bonestarre que han arribat a una certa notabilitat es troben els següents:
- Ermengol Amill i Moliner, nat a Casa Amill de Bonestarre, l'any 1665. A partir del 1705 inicià la carrera militar, que mantingué fins al final dels seus dies, ja exiliat de primer a Àustria i Hongria, i posteriorment al regle de Nàpols, on morí el 4 de setembre de 1732. L'any 1730 va ser nomenat governador del castell de Crotona al Regne de Nàpols. En la Guerra de Successió Espanyola, fou coronel d'un regiment de fusellers de muntanya voluntaris, popularment anomenats miquelets, batejat després com a Regiment de Fusellers Voluntaris Sant Raimon de Penyafort (o Sant Ramon). La seva valentia i heroïcitat es mítica, havent estat recuperada i recreada en la novel·la "Lliures o Morts", escrita per l'historiador Jaume Clotet Planas i el periodista David de Montserrat Nono,

## Llocs d'interès
- Històric
  - Santa Maria de Bonestarre
  - Sant Feliu de Bonestarre
  - Mare de Déu de la Llata
  - Mare de Déu del Roser de Casa Amill
  - Casa Amill
  - L'alzina de Farriol

- Paisatgistic
  - El Mirador de Pui de Bellero

- Serveis
  - La Font

## Festivitats
- Festes majors
  - 22 de gener: Sant Vicenç d'Osca.
  - Tercer diumenge d'octubre: Mare de Déu del Roser.

## Comunicacions
- Per carretera
  - Per accedir a Bonestarre cal anar en direcció Sort, capital de la comarca del Pallars Sobirà i agafar la carretera comarcal C-13 fins a arribar a Llavorsí, des d'on s'ha de agafar la carretera local L-504 en direcció Ribera de Cardós, des d'on surt la carretera en direcció a Bonestarre i la resta de pobles del Vallat.